# Declaración de Independencia de Estonia

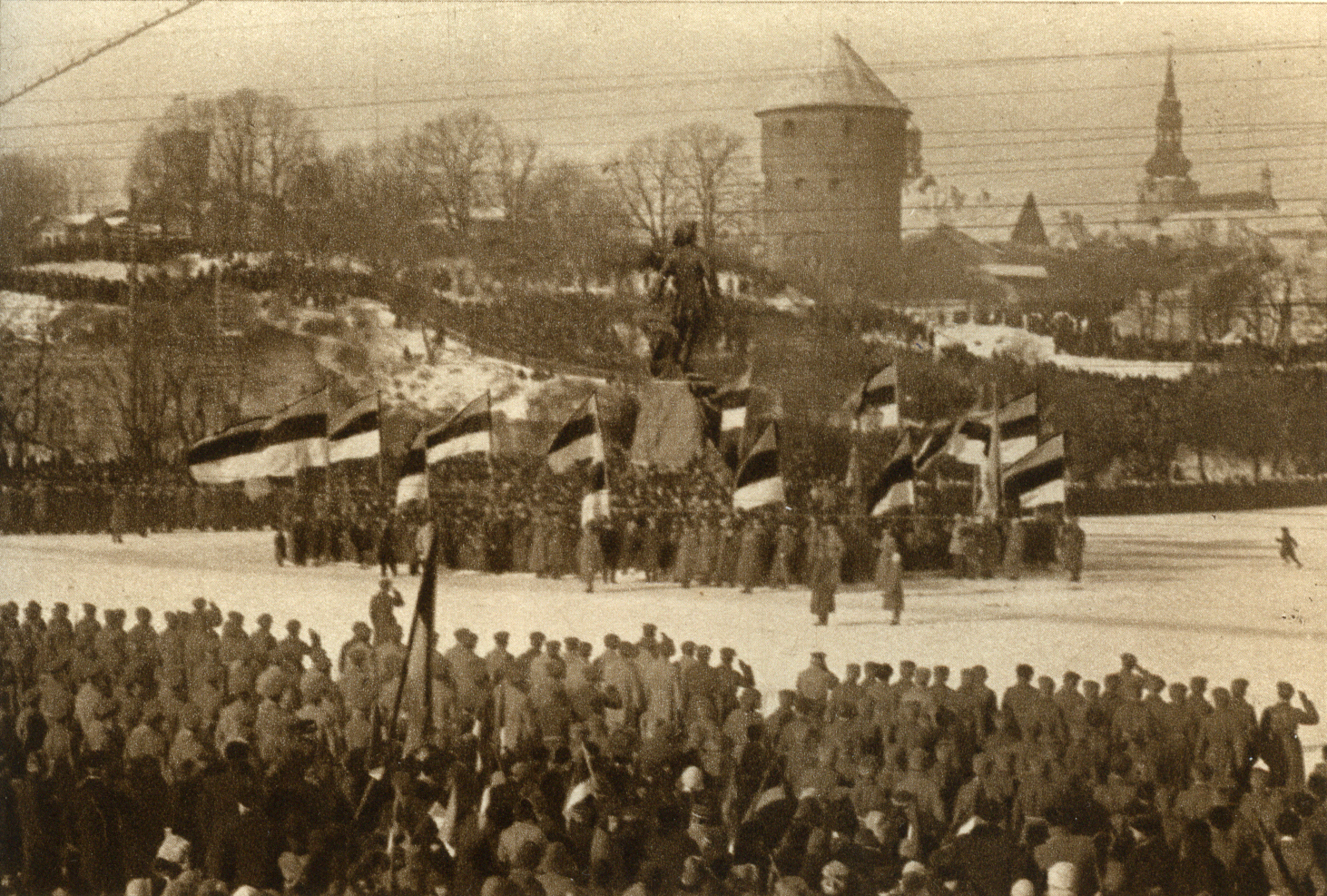
La primera celebración del Día de la Independencia de Estonia en Tallin, Estonia el 24 de febrero de 1919.

La Declaración de Independencia de Estonia, también conocida como Manifiesto de los Pueblos de Estonia (en estonio: Manifest Eestimaa rahvastele) es el acta fundadora de la República de Estonia desde 1918. Se celebra cada 24 de febrero, Día Nacional o Día de la Independencia de Estonia.

## Contexto histórico
Durante la Primera Guerra Mundial, mediante el retroceso ruso y el avance de las tropas alemanas, la ocupación de Estonia por el Imperio Alemán cada vez más cerca, el Comité de Salvación del Consejo Nacional de la República de Estonia, Maapäev, declaró la independencia de Estonia, el 24 de febrero de 1918. Sin embargo, las fuerzas alemanas no reconocieron la independencia. Después de la Revolución Espartaquista, entre el 11 y el 14 de noviembre de 1918, los representantes de Alemania formalmente entregaron el proder político a Estonia para el gobierno nacional. Siguió entonces, la invasión de la Rusia bolchevique y la guerra de Independencia de Estonia. El 2 de febrero de 1920, el Tratado de Tartu, fue firmado por la República de Estonia y la Rusia bolchevique. La República de Estonia obtuvo reconocimiento internacional y se convirtió en miembro de la Liga de Naciones en 1921.

## Texto
MANIFIESTO AL PUEBLO DE ESTONIA

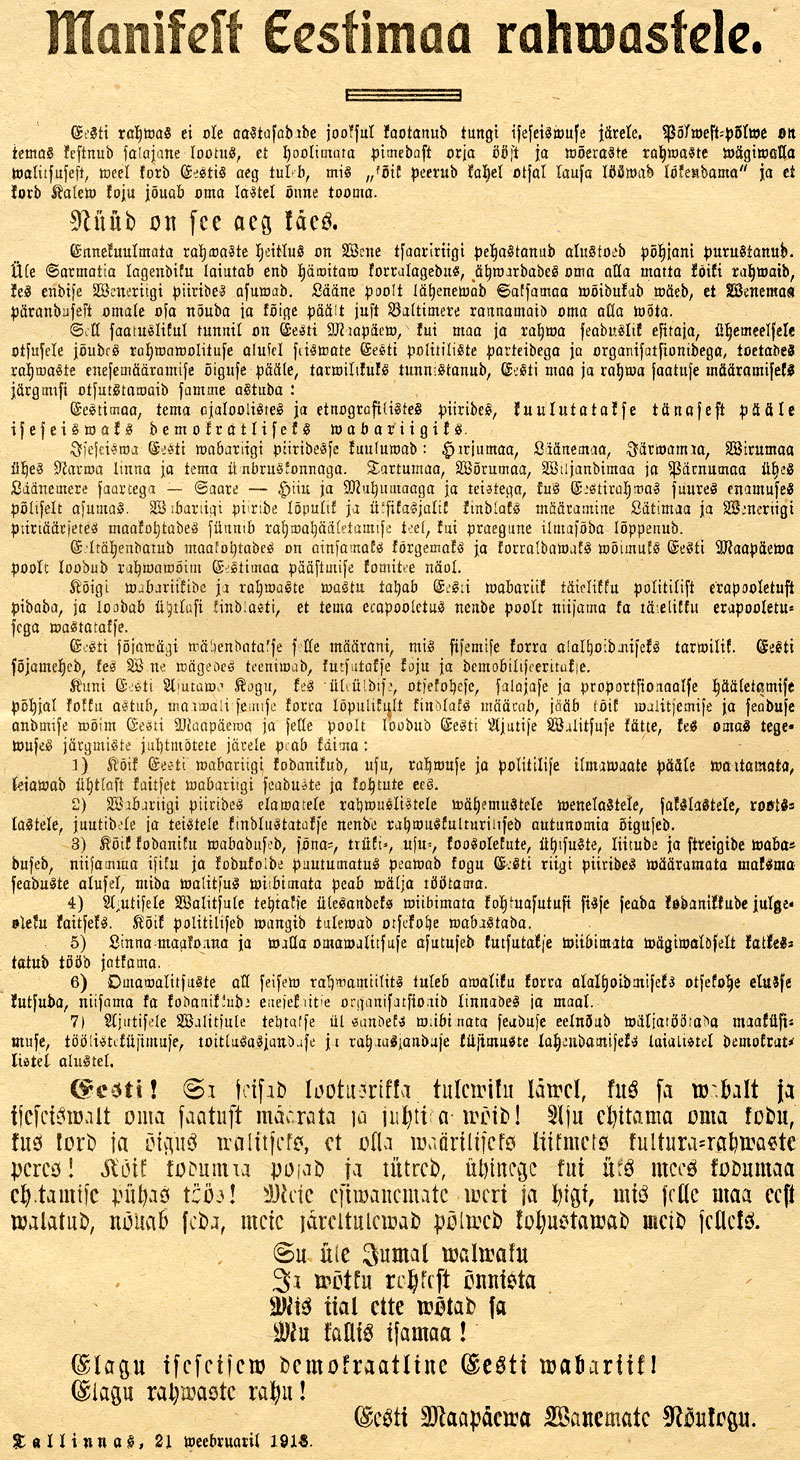
La Declaración de Independencia de Estonia.

En el curso de los siglos nunca el pueblo estonio perdió su deseo de independencia. De generación en generación se ha mantenido la esperanza escondida de que, a pesar de la esclavitud y la opresión de los invasores hostiles, el tiempo vendría para Estonia "cuando todas las astillas, en ambos extremos, se deshagan en llamas" pero también cuando "Kalev vuelva a casa y traiga la felicidad a sus hijos."
Ahora llegó el tiempo.
Una lucha sin precedentes entre las naciones ha aplastado los cimientos podridos del imperio zarista ruso. Por todas las planicies sármatas, una ruidosa anarquía se está extendiendo, amenazando con abrumar a su paso todas las naciones que viven en el antiguo Imperio Ruso. Desde el oeste los victoriosos ejércitos de Alemania se acercan, con el fin de reclamar su parte de la herencia de Rusia y, sobre todo, para tomar posesión de los territorios ribereños del Mar Báltico.
En esta hora, el Consejo Nacional estonio, como representante legal de nuestro tierra y pueblo, tiene, en acuerdo unánime con los partidos políticos y organizaciones democráticas estonias, y por fuerza del derecho de autodeterminación de los pueblos, consideró necesario tomar las siguientes medidas decisivas para definir el destino de la tierra y del pueblo estonio.
ESTONIA,
dentro de sus fronteras históricas y étnicas, está declarada a partir del dia de hoy como
UNA REPÚBLICA DEMOCRÁTICA INDEPENDIENTE.
La República independiente de Estonia debe incluir Harjumaa, Läänemaa, Järvamaa, Virumaa, con la ciudad de Narva y sus alrededores, Tartumaa, Võrumaa, Viljandimaa, y Pärnumaa con las islas del Báltico de Saaremaa, Hiiumaa, Muhumaa, y otras donde los estonios están asentados desde hace años en gran mayoría. La determinación final de las fronteras de la República en las áreas fronterizas de Letonia y de Rusia será efectuada por el plebiscito después del término de la actual Guerra Mundial.
En las áreas arriba referidas la única suprema y organizada autoridad es el democráticamente apoyado Comité de Salvación estonio creado por el Consejo Nacional de Estonia.
La República de Estonia desea mantener absoluta neutralidad política hacia todos los Estadosy pueblos vecinos y espera que ellos respondan igualmente con total neutralidad.
Las tropas militares estonias serán reducidas al temaño necesario para mantener el orden interno. Los soldados estonios sirviendo en las fuerzas armadas de Rusia serán llamados de vuelta a casa y desmovilizados.
Hasta que la Asamblea Constituyente estonia sea elegida por medio de elecciones generales, directas, secretas y proporcionales, y se reúna para determinar la estructura constitucional del país, toda la autoridad ejecutiva y legislativa permanecerá en las manos del Consejo Nacional de Estonia y del Gobierno Provisional estonio creado por él, cuyas actividades deberán ser orientadas por los siguientes principios:
1. Todos los ciudadanos de la República de Estonia, independientemente de su religión, origen étnico, opiniones políticas, gozarán de igual protección de las leyes y tribunales de la República.
2. Todas las minorías étnicas, rusos, alemanes, suecos, judíos, y otros residentes dentro de las fronteras de la república, tienen garantizado el derecho a la autonomía cultural.
3. Todas las libertades civiles, la libertad de expresión, de prensa, de religión, de reunión, de asociación y la libertad de huelga, así como la inviolabilidad de la persona y del hogar, la voluntad irrefutable efectiva en el territorio de la República de Estonia y sobre la base de las leyes, el Gobierno debe poner en práctica de inmediato.
4. El gobierno provisional se dio a la tarea de organizar los tribunales de inmediato para proteger la seguridad de los ciudadanos. Todos los prisioneros políticos deben ser liberados inmediatamente.
5. A los gobiernos locales de las ciudades, las regiones y los municipios se les insta a proceder de inmediato a su puesto de trabajo, que fueron detenidos violentamente.
6. Para el mantenimiento del orden público, las milicias populares, subordinadas a los gobiernos locales, deben ser inmediatamente organizadas y creadas en las ciudades y zonas rurales organizaciones de autodefensa de los ciudadanos.
7. El Gobierno Provisional se encargará de elaborar, sin demora, sobre amplia base democrática, proyectos para resolver el problema agrario, y los problemas de trabajo, suministro de alimentos y las finanzas.
¡ESTONIA!
¡Estás en el umbral de un futuro esperanzador en el que debes ser independiente y libre de determinar y dirigir tu destino! Hazte con la construcción de una casa, regida por las leyes y el orden con el fin de ser un digno miembro de la familia de las naciones civilizadas! Hijos e hijas de nuestra nación, unidos como un solo hombre en la sagrada tarea de la construcción de nuestra patria! El sudor y la sangre derramada por nuestros antepasados por este país exigen esto de nosotros, nuestras generaciones futuras nos obligan a hacerlo.
Que Dios te cuide

Y ampliamente bendiga

Porque tú eres para siempre

Mi querida patria!
¡Viva la República independiente y democrática de Estonia!
¡Viva la paz entre las naciones!
El Consejo de Ancianos del Consejo Nacional de Estonia

 Tallinn, 21 de febrero 1918
- Datos: Q2412892
- Multimedia: Estonian Declaration of Independence / Q2412892